# Тертичний Анатолій Вікторович
Тертичний Анатолій Вікторович (нар. 10 травня 1954, Ровеньки, Луганська область, УРСР) — український художник. Член Національної спілки художників України (з 1988 р.).

## Освіта
Творчий шлях А. Тертичний розпочав у дванадцять років, поступивши на навчання у студію образотворчого мистецтва м. Ровеньки до викладача Є. К. Кириченко. По завершенні студії (з 1969 по 1973 рр.) він навчається у Луганському державному художньому училищі на курсі Т. М. Капканець. Потім, з 1973 по 1979 рр навчається у Київському державному художньому інституті, викладачі — Л. І. Чичкан, Г. Г. Чернявський, А. В. Чебикін

## Кар'єра
У 1980 році Анатолій Тертичний розпочинає свою виставкову діяльність. Вже через сім років він долучається до Спілки художників України. У 1996 році стає лауреатом мистецького конкурсу присвяченого 50-річчю ООН. У 2007 році стає дипломантом Триєнале живопису.

### Персональні виставки
- 1991 — виставка у залі Спілки художників України, Київ, Україна.
- 1994 — галерея «Барва», Київ.
- 1994 — галерея «Триптих», Київ.
- 1997 — галерея «Ірена», Київ.
- 1997 — «Музей однієї вулиці», Київ.
- 2000 — галерея «Ірена», Київ.
- 2003 — «галерея 36», Київ.
- 2005 — галерея «Майстерня», Київ.
- 2007 — галерея «Арт-перфоманс», Київ.
- 2007 — «White Gallery», Київ.
- 2008 — галерея «Коло», Київ.
- 2009 — бізнес-центр «Домосфера», Київ.
- 2010 — галерея «Майстерня», Київ.
- 2011 — галерея «Мистецька збірка», Київ.
- 2016 — галерея сучасного мистецтва «Триптих АРТ», Київ.
- 2017 — галерея сучасного мистецтва «Триптих АРТ», Київ.

### Зарубіжні виставки
- 1988 — «Українське мистецтво» у Фінляндії. Хельсінки.
- 1990 — «Українське мистецтво» у Швеції. Стокгольм.
- 1992 — «Українське мистецтво» у Німеччині. Мюнхен.
- 1993 — виставка українських художників у Німеччині. Кемніц.
- 2003 — «Українське мистецтво» у Росії. Москва.
- 2004 — дні культури України в Білорусі. Мінськ.
- 2005 — дні Києва у Кракові. Польща.
- 2006 — «Українське мистецтво» у Польщі. Варшава.
- 2007 — ярмарок графічного мистецтва «Худграф». Москва.
- 2007 — «Жіноча пластика» український живопис на зламі ХХ–XXI ст. Галерея «HOBBY». Грузія. Тбілісі.

### Твори знаходяться
- Музей сучасного мистецтва (Київ);
- Національна спілка художників України (Київ);
- Міністерство культури України (Київ);
- Кіровоградська картинна галерея;
- Кременецький краєзнавчий музей (Тернопільська область);
- Дніпропетровський художній музей (Дніпропетровськ);
- Запорізький художній музей (Запоріжжя);
- Корсунь-шевченківський історичний музей (Черкаська область);
- Військово-історичний музей Чорноморського флоту (Севастополь);
- Національний музей історії України у Другій світовій війні (Київ).